# Бакаїха
«Бакаїха» — історична місцевість міста Тернополя на «Оболоні».

## Історія
Топоніми Бакаїха та Бакаїха Луги зафіксований на кадастровому плані Тернополя, початок роботи над яким датується 1797 роком.
Бакаїха Луги починалися від надсеретянських боліт від Подолу, переходили в Бакаїху, що простігалася до Петрикова і в напрямку Березовиці.

## Легенда
За легендою, в часи татарського лихоліття Тернопіль зазнавав нападів. Якось дяк Йосип, що жив біля Надставної церкви, пробудився від виття собак з передмістя та іржання коней з болота над Серетом. Пішов він на Львівську вулицю, але нічого не побачив. Тоді піднявся на дзвіницю і на високому пагорбі над Серетом побачив татарське шатро. Дяк запалив пороховий гніт і сигналом із гармати (за іншими даними з гаківниці) хотів сповістити мешканців про ворожу небезпеку. Гаківниця - це така довга і важка фортечна рушниця великого калібру, з гаком на цівці (під стволом), вживана у XVI -XVII ст. Довжина ствола від 1-2,5 метрів. Дальність пострілу 300 м. Він запалив гніт і націлився на шатро, як єдину ціль, що було видно. Пролунав гучний постріл, почулися крики та зойки зі сторони річкового туману. Виявляється дяк влучив. Прокинулася сторожа. Йосип зарядив і вистрілив вдруге та втретє. Почали стріляти і вартові. А зранку на місці розташування шатра знайшли покривавлені шматки тканини, витолочену копитами коней траву і відсутність татар. Вороги зникли і дали місту спокій . 
А щасливі міщани почали насміхатися:

Їхав Бакай, їхав

Та до міста не доїхав.
Відтоді стали називати поле Бакаїхою.